# 崔文军
崔文军（1991年4月2日—），中国足球运动员，司职后卫。

## 职业生涯
崔文军早年代表武汉城运队获得第六届城市运动会冠军。崔文军职业生涯始于杭州绿城，2011年入选一线队名单。2012年加盟新成立的湖北华凯尔并帮助球队冲甲成功。
2012赛季后，崔文军离开职业赛场，加盟武汉宏兴征战中国足球业余联赛。2014年随队获得中国足球协会业余联赛冠军。
2016年，武汉宏兴在中国足协杯第三轮比赛后因武汉宏兴柏润队球员殴打江苏苏宁队球员事件，被中国足协取消注册资格。2017年崔文军加盟新成立的武汉楚风合力业余足球俱乐部。